# Бхаскаран, Васудеван
Васудеван Бхаскаран (там. வாசுதேவன் பாஸ்கரன், англ. Vasudevan Bhaskaran, 17 августа 1950, Аарани, Индия) — индийский хоккеист (хоккей на траве), полевой игрок, тренер. Олимпийский чемпион 1980 года.

## Биография
Васудеван Бхаскаран родился 17 августа 1950 года в индийском городе Аарани.
Играл в хоккей на траве за Индийские железные дороги.
В 1976 году вошёл в состав сборной Индии по хоккею на траве на летних Олимпийских играх в Монреале, занявшей 7-е место. Играл в поле, провёл 4 матча, мячей не забивал.
В 1980 году вошёл в состав сборной Индии по хоккею на траве на летних Олимпийских играх в Москве и завоевал золотую медаль. Играл в поле, провёл 6 матчей, забил 5 мячей (четыре в ворота сборной Танзании, один — Кубе). Был капитаном команды.
Дважды в составе сборной Индии выигрывал серебряные медали хоккейных турниров летних Азиатских игр — в 1974 году в Тегеране и в 1978 году в Бангкоке.
По итогам 1979—1980 годов удостоен национальной спортивной премии «Арджуна».
По окончании игровой карьеры стал тренером. Несколько раз был главным тренером мужской сборной Индии по хоккею на траве. В 2000 году возглавлял её на летних Олимпийских играх в Сиднее и занял с ней 7-е место.
Впоследствии тренировал «Бхопал Бэдшахс».
Живёт в Ченнаи.